# Crotalaria prostrata
Crotalaria prostrata är en ärtväxtart som beskrevs av Carl Ludwig von Willdenow. Crotalaria prostrata ingår i släktet sunnhampor, och familjen ärtväxter.

## Underarter
Arten delas in i följande underarter:
- C. p. jinpingensis
- C. p. levis
- C. p. prostrata